# Grażyna Rabsztyn
Grażyna Rabsztyn (ur. 20 września 1952 we Wrocławiu) – polska lekkoatletka, wielokrotna rekordzistka świata w biegach płotkarskich (100 m przez płotki i 60 m przez płotki). 
Trzykrotna olimpijka i finalistka w biegu na 100 m przez płotki (1972, 1976, 1980); trzykrotna mistrzyni Uniwersjady (1973, 1975, 1977), dwukrotna zwyciężczyni Pucharu Świata w reprezentacji Europy (1977, 1979); trzykrotna halowa mistrzyni Europy (1974, 1975, 1976); wielokrotna rekordzistka i mistrzyni Polski.
Absolwentka Szkoły Podstawowej nr 66 i XI Liceum Ogólnokształcącego im. St. Konarskiego we Wrocławiu, Szkoły Głównej Planowania i Statystyki w Warszawie – mgr ekonomii (1978); dyplom trenera w lekkiej atletyce AWF Poznań (1981) i DLV -  Akademie / Niemcy (1998).

## Kariera sportowa
Do sportu trafiła dzięki nauczycielce wychowania fizycznego ze szkoły podstawowej, Bożenie Czerskiej, która prowadziła zajęcia w Szkolnym Klubie Sportowym i sprawiła, że to lekka atletyka stała się pasją uczennicy. następnie stała się zawodniczką klubu sportowego Burza Wrocław (1967–1972), gdzie trener klubowy, Roman Guderski, zadbał o wszechstronny rozwój sportowy. W tym okresie startowała również z powodzeniem w pięcioboju lekkoatletycznym. Po maturze zdecydowała się studiować w Warszawie i tam dołączyła do grupy najlepszych płotkarek Polski w klubie Gwardia Warszawa (1973–1982). Początkowo trenowała  (1972–1973) z trenerem Tadeuszem Szczepańskim (ówczesnym trenerem kadry narodowej), później (od 1974 do 1980) ze Sławomirem Nowakiem.

### Igrzyska olimpijskie
Trzykrotnie startowała na igrzyskach olimpijskich, za każdym razem występując w finale w biegu na 100 m ppł. W 1972 niespodziewanie awansowała do reprezentacji olimpijskiej zastępując kontuzjowaną koleżankę Teresę Sukniewicz. W 1976  pechowo powtórzono jej bieg półfinałowy tuż przed finałem – stawiając uczestniczki tego biegu w nierównej pozycji do pozostałych finalistek (Rabsztyn była dodatkowo osłabiona przebytą anginą). W 1980 wystąpiła także w sztafecie 4 × 100 m, zajmując 7. miejsce, z wynikiem 43,59 (razem z Zofią Bielczyk, Lucyną Langer i Elżbietą Stachurską).
| Rok  | Konkurencja | Miejsce   | Pozycja    | Wynik |
| ---- | ----------- | --------- | ---------- | ----- |
| 1972 | 100 m ppł   | Monachium | 8. miejsce | 13,44 |
| 1976 | 100 m ppł   | Montreal  | 5. miejsce | 12,96 |
| 1980 | 100 m ppł   | Moskwa    | 5. miejsce | 12,74 |
| 1980 | 4 x 100 m   | Moskwa    | 7. miejsce | 43,59 |

### Uniwersjada
Trzykrotnie wygrywała bieg na 100 m ppł na Uniwersjadzie – w 1973, z wynikiem 13,23, w 1975, z wynikiem 13,14 (drugie miejsce w tym biegu zajęła Bożena Nowakowska), w 1977, z wynikiem 12,86. W 1975 zdobyła ponadto srebro w sztafecie 4 x 100 metrów.
| Rok  | Konkurencja | Miejsce | Pozycja    | Wynik |
| ---- | ----------- | ------- | ---------- | ----- |
| 1973 | 100 m ppł   | Moskwa  | 1. miejsce | 13,23 |
| 1975 | 100 m ppł   | Rzym    | 1. miejsce | 13,14 |
| 1975 | 4 x 100 m   | Rzym    | 2. miejsce | 44,87 |
| 1977 | 100 m ppł   | Sofia   | 1. miejsce | 12,86 |

### Puchar Świata
Dwukrotnie wystąpiła i wygrała w zawodach Pucharu Świata w reprezentacji Europy.
| Rok  | Konkurencja | Miejsce    | Pozycja    | Wynik |
| ---- | ----------- | ---------- | ---------- | ----- |
| 1977 | 100 m ppł   | Düsseldorf | 1. miejsce | 12,70 |
| 1979 | 100 m ppł   | Montreal   | 1. miejsce | 12,67 |

### Mistrzostwa Europy
Dwukrotnie wystąpiła na mistrzostwach Europy seniorów. W 1974 zajęła 8. miejsce w biegu na 100 m ppł, z wynikiem 13,53. Na mistrzostwach w 1978 zakwalifikowała się do finału biegu na 100 m ppł, w którym zderzyła się na przedostatnim płotku z Rosjanką Niną Morguliną i spowodowała jej upadek (sama dobiegła zaś do mety na 7. pozycji). W konsekwencji została zdyskwalifikowana i nie dopuszczona do powtórzonego finału. Na tych samych zawodach w sztafecie 4 × 100 m zajęła 5. miejsce, z wynikiem 43,83 (z Zofią Bielczyk, Jolantą Stalmach i Ireną Szewińską).

### Halowe mistrzostwa Europy
Dziesięciokrotnie wystąpiła na halowych mistrzostwach Europy, zdobywając trzy złote (1974, z czasem 8,08; ex aequo z Annerose Fiedler, 1975, z czasem 8,04 oraz 1976, z czasem 7,96 (rekord Polski) – brązowy medal w tym biegu zdobyła Bożena Nowakowska, a piąta była Teresa Nowak) i trzy srebrne medale (1978, z czasem 8,07 – piąta w tym biegu była Zofia Bielczyk, 1979, z czasem 8,00 – zwycięstwo w tym biegu odniosła Danuta Perka i 1980 w biegu na 60 m ppł, z czasem 7,89 – zwycięstwo w tym biegu odniosła Zofia Bielczyk) oraz brązowy medal w biegu na 50 m ppł w 1972, z czasem 7,05 (srebrny medal w tym biegu wywalczyła Teresa Sukniewicz, natomiast sama G. Rabsztyn poprawiła w trzecim biegu eliminacyjnym rekord świata, wynikiem 7,05, który jednak w czwartym biegu eliminacyjnym poprawiła wynikiem 6,87 Annelie Ehrhardt). Ponadto w 1971 i 1973 odpadła w półfinale biegu na 60 m ppł, w 1982 zajęła 5. miejsce w finale biegu na 60 m ppł, a w 1979 i 1980 startowała także w biegu na 60 m, odpadając jednak w obu tych startach odpadła w półfinale.

### Puchar Europy
Reprezentowała Polskę w Pucharze Europy w 1973 (w zawodach półfinałowych zajęła 1. miejsce w biegu na 100 m ppł, z wynikiem 13,27, ale reprezentacja Polski nie awansowała do finału), 1975 (1. miejsce w zawodach półfinałowych w biegu na 100 m ppł z rekordem Polski 12,82, 2. miejsce w tej samej konkurencji w finale A, z wynikiem 12,85), 1977 (tylko w zawodach półfinałowych, gdzie wygrała bieg na 100 m ppł, z wynikiem 13,46, w finale A pobiegła Bożena Nowakowska) i 1979 (w półfinale: 1 m. miejsce w biegu na 100 m ppł, z wynikiem 12,76 i 2. miejsce w sztafecie 4 × 100 m, z wynikiem 44,21, w finale A: 2 m. miejsce w biegu na 100 m ppł, z wynikiem 12,85 i 6. miejsce w sztafecie 4 × 100 m, z wynikiem 43,73.

### Mistrzostwa Europy juniorów
Na Europejskich Igrzyskach Juniorów w Lekkoatletyce w 1968 zajęła 6. miejsce w biegu na 60 m ppł, z czasem 11,6. W 1970 została mistrzynią Europy juniorek na 100 m ppł, z czasem 14,06.

### Mistrzostwa Polski
Na mistrzostwach Polski seniorów zdobyła 10 złotych, trzy srebrne i jeden brązowy medal, w tym: złoty medal w biegu na 100 m w 1978, sześć złotych medali w biegu na 100 m ppł (1973, 1975, 1976, 1978, 1979, 1980), trzy złote medale w sztafecie 4 × 100 m (1973, 1978, 1979), dwa srebrne medale w biegu na 100 m ppł (1974, 1982), srebrny medal w pięcioboju (1971), brązowy medal w biegu na 100 m ppł (1972).
Na halowych mistrzostwach Polski zdobyła siedem złotych medali w biegu na 60 m ppł (1973, 1974, 1975, 1976, 1978, 1979, 1980), srebrny medal w tej samej konkurencji w 1982 oraz dwa srebrne medale w biegu na 60 m (1979, 1980).

### Rekordy świata i Polski

#### Rekordy świata
10 czerwca 1978 ustanowiła rekord świata w biegu na 100 m ppł, uzyskując wynik 12,48 (poprzedni rekord należał od 8 września 1972 do Annelie Ehrhardt i wynosił 12,59). 18 czerwca 1979 wyrównała ten rekord, a 13 czerwca 1980 poprawiła go, uzyskując wynik 12,36 (rezultat ten wyrównała 13 sierpnia 1986 Bułgarka Jordanka Donkowa, który następnie poprawiła cztery dni później wynikiem 12,35).
11 marca 1972 w biegu eliminacyjnym halowych mistrzostw Europy poprawiła wynikiem 7,05 rekord świata w biegu na 50 m ppł, który wynosił 7,09 i został ustanowiony tego samego dnia w pierwszym biegu eliminacyjnym HME przez Teresę Sukniewicz, jednak rekord ten straciła tego samego dnia na rzecz Annelie Ehrhardt, która w kolejnym biegu eliminacyjnym uzyskała rezultat 6,87.
10 lutego 1974 wyrównała wynikiem 7,9 rekord świata w biegu na 60 m ppł (ustanowiony 25 lutego 1973 przez Valerię Bufanu). Na tym samym dystansie kolejne dwa rekordy świata ustanowiła najpierw 7 lutego 1979, wynikiem 7,86 (w finale halowych mistrzostw Polski – poprzedni rekord należał od 9 marca 1974 do Annelie Ehrhardt i wynosił 7,90), następnie 16 lutego 1980 (również w finale mistrzostw Polski), wynikiem 7,84 (poprawiła go 1 marca 1980 Zofia Bielczyk, uzyskując wynik 7,77).

#### Rekordy Polski
Rekord Polski na 100 m ppł mierzony pomiarem ręcznym, wynoszący 12,7 i należący od 20 września 1970 do Teresy Sukniewicz wyrównała czterokrotnie (pierwszy raz 28 czerwca 1972). Rekord Polski mierzony pomiarem elektronicznym poprawiała wynikiem 12,84 w dniu 12 czerwca 1975, bijąc rekord należący do Teresy Nowak i wynoszący od 7 września 1974 – 12,91. Następnie rekord ten poprawiała 12 lipca 1975 (12,82), 22 czerwca 1976 (12,69), 2 czerwca 1978 (12,61) oraz bijąc równocześnie rekord świata (12,48 – 10 czerwca 1978 i 18 czerwca 1978, 12,36 – 13 czerwca 1980 – jest to wciąż (2018) rekord Polski). Ten ostatni wynik pozostał także jej rekordem życiowym na tym dystansie.
Rekord Polski na 60 m ppł mierzony pomiarem elektronicznym poprawiała kolejno 7 lutego 1976 (7,99 w finale halowych mistrzostw Polski), 21 lutego 1976 (7,96 – w finale halowych mistrzostw Europy), 14 marca 1978 (7,95) i bijąc równocześnie rekord świata – 7 lutego 1979 (7,86 w finale halowych mistrzostw Polski) oraz 16 lutego 1980 (7,84 w finale halowych mistrzostw Polski). Ten ostatni wynik pozostał jej rekordem życiowym i jest wciąż (2018) drugim w historii wynikiem w polskiej lekkoatletyce.

#### Miejsca na światowych listach rocznych
W latach 1971–1982 była dziesięciokrotnie klasyfikowana w 1. dziesiątce najlepszych płotkarek na listach światowych, w tym w 1976, 1977, 1978, 1979, 1980 na miejscu pierwszym (1971 – 9 m. z wynikiem 13,2, 1972 – 7 m. z wynikiem 12,95, 1973 – 2 m. z wynikiem 12,92, 1975 – 2 m. z wynikiem 12,82, 1976 – 1 m. z wynikiem 12,69, 1977 – 1 m. z wynikiem 12,70, 1978 – 1 m. z wynikiem 12,48, 1979 – 1 m. z wynikiem 12,48, 1980 – 1 m. z wynikiem 12,36, 1982 – 10 m. z wynikiem 12,93).

### Wyróżnienia
W latach 1978, 1979 i 1980 zwyciężała w rankingu Złotych Kolców. Dwukrotnie znalazła się w pierwszej dziesiątce Plebiscytu Przeglądu Sportowego na najlepszego sportowca roku – w 1978 na miejscu siódmym, w 1979 na miejscu dziewiątym. W 1996 otrzymała tytuł Honorowego Obywatela Miasta Koła. Postanowieniem prezydenta RP z 30 czerwca 2015 została odznaczona Krzyżem Kawalerskim Orderu Odrodzenia Polski za wybitne zasługi w działalności na rzecz polskiego ruchu olimpijskiego.
W 2017 została nagrodzona medalem Kalos Kagathos.

## Życie prywatne
Ukończyła studia magisterskie na Wydziale Ekonomii Produkcji Szkoły Głównej Planowania i Statystyki w Warszawie (1978) oraz studia trenerskie w Akademii Wychowania Fizycznego w Poznaniu (1981).
Jest starszą siostrą lekkoatletki Elżbiety Rabsztyn. Jej córką jest płotkarka Kaja Tokarska, 